# Tetjana Ustjuschanina
Tetjana Illiwna Ustjuschanina (ukrainisch Тетяна Іллівна Устюжаніна, russisch Татья́на Ильи́нична Устюжа́нина/Tatjana Iljinitschna Ustjuschanina; * 6. Mai 1965 in Mariupol) ist eine ehemalige sowjetische und ukrainische Rudersportlerin. Sie nahm dreimal an Olympischen Spielen teil und gewann 1992 eine Bronzemedaille.

## Sportliche Karriere
Die Karriere von Ustjuschanina begann bei den Weltmeisterschaften 1990 in Tasmanien, als sie zusammen mit Inna Frolowa die Silbermedaille im Doppelzweier hinter den ostdeutschen Kathrin Boron und Beate Schramm gewann. Bei den Weltmeisterschaften 1991 in Wien trat zum letzten Mal eine Rudernationalmannschaft der Sowjetunion an. Im Doppelvierer ruderten Jelena Chlopzewa, Marja Omeljanowitsch, Tetjana Ustjuschanina und Mira Waganowa und gewannen die Silbermedaille hinter der Mannschaft aus dem wiedervereinigten Deutschland. 1992 startete Ustjuschanina bei den Olympischen Spielen in Barcelona im Vereinten Team für die Gemeinschaft Unabhängiger Staaten. Der Doppelvierer mit Antonina Selikowitsch, Tetjana Ustjuschanina, Kazjaryna Karsten und Jelena Chlopzewa gewann die Bronzemedaille hinter den Deutschen und den Rumäninnen.
Ab 1993 startete die 1,85 m große Ustjuschanina für die Ukraine. Bei den Weltmeisterschaften 1993 ruderte sie im Doppelzweier und im Doppelvierer, erreichte aber in beiden Bootsklassen nur das B-Finale; die erste Medaille für die Ukraine gewann der Doppelvierer der Männer. Bei den Weltmeisterschaften 1994 gewann der Doppelvierer der Männer erneut Silber, der Doppelvierer der Frauen mit Switlana Masij, Dina Miftachutdynowa, Olena Ronschyna und Tetjana Ustjuschanina erreichte den dritten Platz hinter den Deutschen und den Chinesinnen. 1995 belegte Ustjuschanina mit dem Doppelzweier den siebten Platz bei den Weltmeisterschaften. Auch bei den Olympischen Spielen 1996 erreichte der ukrainische Doppelzweier nicht das A-Finale, Ustjuschanina und Olena Reutowa belegten den achten Platz. 1999 kehrte Ustjuschanina nach zwei Jahren Pause zurück auf die Regattastrecken. Der ukrainische Doppelvierer mit Jana Kramarenko, Switlana Masij, Tetjana Ustjuschanina und Olena Ronschyna gewann die Silbermedaille hinter dem deutschen Doppelvierer. Bei den Olympischen Spielen in Sydney belegten Ustjuschanina zusammen mit Dina Miftachutdynowa, Switlana Masij und Olena Ronschyna den vierten Platz.